# Hoa hậu Áo dài (Việt Nam)
Hoa hậu Áo dài là một cuộc thi sắc đẹp quốc gia từng được tổ chức tại Việt Nam, do báo Phụ nữ Thành phố Hồ Chí Minh tổ chức. Được định sẽ là một cuộc thi sắc đẹp đối trọng và tổ chức xen kẽ với cuộc thi Hoa hậu Toàn quốc báo Tiền Phong (sau trở thành Hoa hậu Việt Nam), tuy nhiên Hoa hậu Áo dài chỉ tổ chức được 2 kỳ 1989 và 1995 thì không thể tiếp tục được nữa. Tuy nhiên, cuộc thi này đã tạo cảm hứng cho các cuộc thi sắc đẹp của người Việt trên toàn thế giới nhằm mục đích tôn vinh sắc đẹp truyền thống thông qua chiếc áo dài, đặc biệt là trong các cộng đồng người Việt tại hải ngoại như ở Mỹ, Pháp, Đức...

## Lịch sử
Giữa thập niên 1980, khi Việt Nam bắt đầu thời kỳ "Đổi mới", xu hướng mở cửa thoáng hơn đã dẫn đến cuộc hình thành các cuộc thi sắc đẹp, vốn được xem là "không phù hợp" ở thời kỳ bao cấp trước đó. Năm 1988, lần đầu tiên, báo Tiền Phong đứng ra tổ chức một cuộc thi sắc đẹp mang tầm quốc gia đầu tiên của Việt Nam sau khi hai miền Nam Bắc thống nhất, mang tên "Hoa hậu Toàn quốc báo Tiền Phong". Cuộc thi được dự kiến sẽ tổ chức thường kỳ 2 năm một lần, và sẽ trở thành cuộc thi sắc đẹp quốc gia trong tương lai.
Do sự thành công của giải Hoa hậu báo Tiền Phong tổ chức lần đầu tiên tại Hà Nội, báo Phụ nữ Thành phố Hồ Chí Minh xúc tiến tổ chức một cuộc thi sắc đẹp đối trọng và tổ chức xen kẽ với cuộc thi Hoa hậu Toàn quốc báo Tiền Phong với tên gọi là Hoa hậu Áo dài. Giải được tổ chức lần đầu tiên vào năm 1989, chỉ một năm sau khi giải Hoa hậu báo Tiền Phong lần thứ nhất được tổ chức. Tuy chưa có kinh nghiệm tổ chức, nhưng giải được sự ủng hộ của lãnh đạo thành phố cũng như một số nhân vật nổi danh trong giới nghệ sĩ tại Thành phố Hồ Chí Minh như nhạc sĩ Từ Huy, Thanh Tùng và Trịnh Công Sơn... Bài hát Một thoáng quê hương do 2 nhạc sĩ Từ Huy và Trịnh Công Sơn đồng sáng tác dành riêng cho cuộc thi.

## Cuộc thi Hoa hậu Áo dài 1989
-Hoa hậu: Đỗ Thị Kiều Khanh.  Năm sinh: 1969 20 tuổi 
Nghề nghiệp: Thợ uốn tóc. Cao 1m61 nặng 47 kg số đo: 80-62-89
-Á hậu 1: Dương Nữ Minh Tâm.
Năm sinh: 1972 17 tuổi 
Nghề nghiệp: Học sinh lớp 12 trường THPT Lê Quý Đôn TPHCM . Cao 1m63 nặng 46 kg số đo: 82-59-89
-Á hậu 2: Trần Thu Nga 
Năm sinh: 1973. 16 tuổi 
Nghề nghiệp: HS trường múa. Cao 1m60 nặng 44 kg: số đo 78-60-86
- Trong suốt cuộc thi Dương Nữ Minh Tâm là ứng cử viện Hoa hậu sáng giá. Cô có hình thể đẹp, điểm nhân trắc cao nhất, dáng đi đài các, tự tin luôn dẫn đầu điểm về trang phục các loại áo dài, áo tắm, tự chọn. Nhưng đến phần thi ứng xử Kiều Khanh đã vượt lên. Được hỏi: "Bạn yêu gì và ghét gì nhất trên đời này". Sau 1 phút suy nghĩ Kiều Khanh đã duyên dáng: " Em yêu hòa bình nhất và ghét nhiều cái nhưng là phụ nữ em ghét nhất là sự phản bội". Khuôn mặt khả ái, duyên dáng cùng câu trả lời ứng xử xuất sắc Kiều Khanh đoạt vương miện Hoa hậu Áo dài 1989 trong sự đồng tình của khán giả tại sân vận động Phan Đình Phùng TPHCM. Sau khi đoạt vương miện: Kiều Khanh cùng Lý Thu Thảo, Việt Trinh, Diễm Hương, Diễm My là 5 nhan sắc được yêu mến nhất những năm đầu thập niên 90 tại Sài Gòn. Năm 1993 Kiều Khanh cùng gia đình sang định cư tại Mỹ.

## Cuộc thi Hoa hậu Áo dài 1995
Cuộc thi Hoa hậu Áo dài lần thứ 2 do báo Phụ nữ TP.HCM tổ chức vào trung tuần tháng 12 năm 1995. Cuộc thi thu hút hơn 100 thí sinh trên toàn quốc đăng ký tham gia, trải qua các vòng thi sơ tuyển và bán kết 16 thí sinh xuất sắc được chọn lựa vào vòng chung kết xếp hạng. Đêm chung kết xếp hạng được tổ chức tại Nhà hát Hòa Bình TP.HCM, trải qua ba vòng thi trang phục dạ hội, trang phục áo tắm và trang phục áo dài tự chọn BGK đã lựa chọn ra 10 thí sinh có điểm số cao nhất bước vào vòng thi ứng xử.
Vòng thi ứng xử được chia làm 2 vòng thi gồm những câu hỏi về truyền thống cũng như lịch sử Áo dài Việt Nam, phần 2 của vòng thi ứng xử là các câu hỏi về tình huống. Sau vòng thi ứng xử cam go BGK đã lần lượt trao các danh hiệu cao quý nhất cho 3 thí sinh có số điểm cao nhất.
- Kết quả:

- Hoa hậu: Đàm Lưu Ly (Hà Nội)
Sinh năm 1973 tại Hà Nội, Đàm Lưu Ly có chiều cao 1,70m với các số đo (86-63-93) với nghề nghiệp là tiếp viên hàng không. Được xem là một trong những gương mặt nổi bật từ những vòng thi đầu tiên nên chiến thắng của Đàm Lưu Ly không gây bất ngờ cho khán giả theo dõi cuộc thi. Trước khi thử sức tại cuộc thi Hoa hậu Áo dài cuối năm 1994 cô đã đạt được danh hiệu Á khôi 1 các tỉnh phía Bắc 1994 và đoạt giải phụ Nụ cười đẹp nhất tại cuộc thi Hoa hậu Toàn Quốc 1994 do Báo Tiền Phong tổ chức (hạng 4 chung cuộc).
- Á hậu 1: Võ Ngọc Hoàng Hoa (TP.HCM)
Sinh năm 1976 tại TP.HCM, chiều cao 1,69m và đang là sinh viên năm thứ hai Đại học Ngoại Thương TP.HCM. Võ Ngọc Hoàng Hoa được biết đến như là gương mặt được yêu thích của NTK Minh Hạnh.
- Á hậu 2: Chung Vũ Thanh Uyên (TP.HCM)
Sinh năm 1976 tại TP.HCM, chiều cao 1,66m và đang là một người mẫu có tiếng tại TP.HCM.
- Top 10:

- Hạng 4: Phan Nguyễn Chiêu Thư (TP.HCM - SN 1978, cao 1,67m. Nghề nghiệp: Học sinh lớp
12 trường PTTH Lê Quý Đôn. Danh hiệu: Top 8 Hoa khôi Thời Trang 1995, Miss Áo
dài Hoa khôi Thanh Niên Thanh Lịch Thời Trang Toàn Quốc 1995)
- Hạng 5: Nguyễn Linh Chi (TP.HCM - SN 1978, cao 1,70m. Nghề nghiệp: Sinh viên ĐH Luật
TP.HCM. Danh hiệu: Hoa khôi Thanh Niên Thanh Lịch Thời Trang Toàn Quốc 1994)
- Hạng 6: Nguyễn Thị Lan Vy (Lâm Đồng - SN 1976, cao 1,66m. Nghề nghiệp: Người mẫu. Danh
hiệu: Top 10 & Miss Samsung Hoa hậu Toàn Quốc 1994, Top 10 Hoa hậu Việt Nam
1999)
- Hạng 7: Nguyễn Quỳnh Diệp (TP.HCM - SN 1977, cao 1,60m)
- Hạng 8: Nguyễn Thúc Ái Quỳ (TP.HCM - SN 1973, cao 1,65m. Nghề nghiệp: Người mẫu. Danh
hiệu: Hoa khôi Thể thao TP.HCM 1993)
- Hạng 9: Lương Kim Thủy (TP.HCM - SN 1976, cao 1,67m. Nghề nghiệp: Người mẫu. Danh hiệu:
Á khôi 1 miền Đông nam bộ 1994, Top 10 & HÌnh thể đẹp Hoa hậu Toàn Quốc
1994)
- Hạng 10: Nguyễn Thị Thanh Hương (TP.HCM - SN 1979, cao 1,62m. Nghề nghiệp: Học sinh lớp
11 trường PTTH Trưng Vương TP.HCM)
- Top 16:

- Vũ Thanh Thủy (SN 1975, cao 1,64m - TP.HCM)
- Đặng Phương Phương (SN 1977, cao 1,65m - TP.HCM)
- Bùi Thị Thảo Uyên (SN 1977, cao 1,64m - Tiền Giang)
- Nguyễn Thúy Ngà (SN 1973, cao 1,70m - TP.HCM)
- Nguyễn Thị Ngọc Loan (SN 1978, cao 1,65m - TP.HCM)
- Ngô Thị Thủy (SN 1975, cao 1,64m - TP.HCM)